# Richard Caton
Richard Caton (1842, Bradford – 1926), de Liverpool, Inglaterra, fue un médico, fisiólogo y alcalde de Liverpool británico que fue crucial en el descubrimiento de la naturaleza eléctrica del cerebro y sentó las bases para que Hans Berger descubriera la actividad de las ondas alfa en el cerebro humano.

## Primeros años y educación
Richard Caton nació en Bradford, hijo de Richard Caton M.D. y Mary Fawcett. Tenía una hermana menor, Sarah (1846-1872). Su padre abandonó la práctica de la medicina por problemas de salud y se trasladó a Scarborough, donde falleció. Tras ello, la familia regresó a Halifax, el antiguo hogar de su madre. Caton ingresó como interno en la Scarborough Grammar School, donde desarrolló un amor por los clásicos que duró toda su vida, y que se reflejó en su vida posterior cuando escribió una serie de artículos sobre la medicina de la Antigua Grecia. A los dieciséis años dejó la escuela y trabajó en el Halifax and Huddersfield Bank, pero tuvo que dejarlo por problemas de salud. El tratamiento médico que recibió despertó en él el interés por la medicina. En 1863, tras recibir un pequeño legado de una tía, pudo trasladarse con su madre a Escocia, donde asistió a la Facultad de Medicina de Edimburgo, donde obtuvo los títulos de MB en 1867, FRCP en 1868 y MD en 1870.

## Médico
Tras licenciarse, Caton fue residente en la Royal Infirmary de Edimburgo y en el Royal Hospital for Sick Children de Edimburgo. Se mudó a Liverpool en 1868 y se convirtió en médico adjunto de The Liverpool Infirmary for Children. Fue médico del Northern Hospital de Liverpool de 1876 a 1886, y médico del Liverpool Royal Infirmary de 1886 a 1902, donde se convirtió en médico consultor tras su jubilación. Fue vicepresidente de la Escuela de Medicina Tropical de Liverpool desde su fundación en 1899.

## Educador médico

### Escuela de Medicina de la Real Enfermería (1869–1881)
En 1869, el Dr. Richard Caton fue profesor de anatomía comparada en la Escuela de Medicina del Royal Infirmary de Liverpool, que en ese momento permitía obtener títulos en la Universidad de Londres. En 1871 pasó a ser demostrador de fisiología a tiempo parcial. Desempeñó un papel crucial en la ampliación de la facultad de medicina, que incluía un laboratorio de fisiología inaugurado en 1873. En un discurso introductorio a los estudiantes de medicina ese año informó de que "ahora se puede decir con justicia que por su tamaño no hay escuela en el país más plenamente equipada para el trabajo de la enseñanza de la medicina, en todos sus departamentos científicos y prácticos." 

### Colegio Universitario (1882-1902)
El Dr. Richard Caton desempeñó un papel clave en el establecimiento de la enseñanza superior en Liverpool. En noviembre de 1877 se celebró una reunión conjunta entre la Asociación para la Promoción de la Enseñanza Superior de Liverpool y el Consejo de la Facultad de Medicina para estudiar la posibilidad de crear una universidad en Liverpool. Ese mismo año, se incluyó la Física Experimental en el plan de estudios de las licenciaturas de la Universidad de Londres, que Liverpool no podía impartir. Así, en 1881 se creó el University College Liverpool por cédula real. La Royal Infirmary School of Medicine mantuvo inicialmente su independencia, pero en 1884 se convirtió en la Facultad de Medicina cuando el University College se afilió a la Victoria University, junto con el Owen's College de Manchester y el Yorkshire College de Leeds. La Universidad Victoria estaba facultada para otorgar títulos de medicina con sus propios requisitos de plan de estudios.
Caton trabajó como profesor de fisiología a tiempo parcial de 1882 a 1891. Cuando George Holt, propietario de una compañía naviera, creó la cátedra de Fisiología en el University College de Liverpool en 1891, Caton dimitió en favor de Francis Gotch (1853-1913), a quien sucedió en 1895 Charles Scott Sherrington (1857-1952). Un llamamiento para recaudar fondos en 1887, que incluyó 50 libras de Caton, permitió la construcción del Edificio Victoria en 1892 en el emplazamiento del antiguo manicomio de Brownlow Hill.

### Universidad de Liverpool (1903-1924)
El Dr. Richard Caton formó parte del Tribunal de Gobernadores de la Universidad desde el principio. Él y otros presionaron para que se creara una universidad independiente en Liverpool, lo que se consiguió en 1903. Manchester y Leeds le siguieron en 1904. En 1903 también se concedió a las mujeres la posibilidad de obtener títulos universitarios.
Caton fue el primer representante de la Universidad de Liverpool en el Consejo Médico General, cargo que ocupó hasta su muerte. Fue vicerrector de la Universidad de 1921 a 1924 y durante un tiempo decano de la Facultad de Medicina.

## Investigación
El 4 de agosto de 1875, Caton informó a la Asociación Médica Británica en Edimburgo (Caton, 1875)   que había utilizado un galvanómetro para observar impulsos eléctricos procedentes de las superficies de cerebros vivos de conejos y monos  (Smith, 1970)(Finger, 1994). Después de la muerte de Caton, Hans Berger fue uno de los pocos que reconoció su importancia y lo citó en su informe de 1929 sobre el descubrimiento de las ondas Alfa. Escribió:
Caton ya había publicado (1874) experimentos con cerebros de perros y simios en los que se colocaban electrodos unipolares desnudos en la superficie de ambos hemisferios o un electrodo en la corteza cerebral y el otro en la superficie del cráneo. Las corrientes se midieron con un galvanómetro sensible. Se encontraron claras variaciones de corriente, que aumentaban durante el sueño y con el inicio de la muerte se reforzaban, y después de la muerte se hacían más débiles y luego desaparecían por completo. Caton pudo demostrar que fuertes variaciones de corriente resultaban en el cerebro de la luz que brillaba en los ojos, y habla ya de la conjetura de que bajo las circunstancias estas corrientes corticales podrían aplicarse a la localización dentro de la corteza del cerebro - (Berger, 1929).
Caton escribió varios artículos clínicos para la Asociación Médica Británica, que surgieron de observaciones durante su práctica clínica. Escribió sobre temas tan diversos como la antisepsia intestinal, la acromegalia, la endocarditis reumática, la dilatación cardíaca hipertrofia. También desarrolló su interés por los clásicos, dando una conferencia en la Royal Institution de Londres en 1898 sobre el tema de las excavaciones realizadas por arqueólogos europeos y americanos que descifraron inscripciones y restauraron edificios como el Templo de Asklepios en Epidauro. En 1904, dio su primera conferencia harveiana en el Real Colegio de Médicos sobre el tema de la medicina egipcia temprana.

## Otros cargos ocupados
El Dr. Richard Caton fue también presidente de la Liverpool Medical Institution (1896), donde cuelga su retrato, obra de G. Chowne. Fue presidente del Liverpool Athenaeum Club. Caton fue miembro fundador de la Physiological Society (31 de marzo de 1876, Londres). En 1885 fue elegido miembro de la Clinical Society de Londres. En 1907 y 1908 fue alcalde de Liverpool y, para conmemorar su mandato, entregó a la Universidad de Liverpool una maza ceremonial. En 1908 obtuvo el doctorado honoris causa en Edimburgo, en 1909 en Liverpool y en 1922 en Padua. También fue en Padua donde representó a Liverpool en el 700 aniversario de la fundación de la Universidad. Anglicano convencido, formó parte de la Cámara de Laicos de York. También formó parte del comité de construcción de la nueva catedral anglicana de Liverpool. Presenció con vida la colocación de la primera piedra en 1904. A su muerte, en 1926, el altar, el presbiterio y los transeptos ya estaban colocados; el edificio se terminó en 1978.

## Sociedad de debate de la Royal Infirmary School of Medicine
La Liverpool Royal Infirmary School of Medicine Debating Society (M.S.D.S.) fue fundada por el personal y los estudiantes de la facultad de medicina el 20 de octubre de 1874. Esto dio lugar a la formación de la Sociedad de Estudiantes de Medicina (M.S.S.) cuando se cambió su nombre en 1943. Caton fue elegido su presidente inaugural, presidiendo los debates de la sociedad y levantando actas detalladas. El sábado 21 de noviembre de 1874 Caton inauguró los precedentes con un discurso en el que expresó la profética opinión de que "la Sociedad de Debates estaba destinada a ser una de las instituciones permanentes de la Facultad de Medicina".
Las actividades educativas incluían la presentación de casos y especímenes sobre diversos temas médicos y quirúrgicos. Los estudiantes presentaron ponencias sobre diversos temas, como las mujeres en la medicina, los beneficios medicinales de los corsés, la teoría de los gérmenes y las teorías de la antisepsia de Lister, la teoría de los miasmas, el espiritismo, el galvanismo y la educación primaria.
El entusiasmo de Caton por la educación de sus alumnos queda demostrado en 1875 cuando describe lo "excelente ejercicio que era plasmar sus pensamientos en el papel e investigar a fondo cualquier tema en beneficio de sus compañeros de estudios".

## Vida personal
En 1869, el Dr. Richard Caton se mudó de Edimburgo a Liverpool, donde vivió el resto de su vida. Su madre murió en su casa de Abercromby Square en 1873. En 1885 se casó con Annie Ivory (1855-1912), hija de un abogado de Edimburgo. Tuvieron dos hijas, Anne Rose y Mildred Robina, la primera de las cuales se convertiría años después en su compañera. Mildred se casó con Henry Arderne Ormerod (1886-1964), profesor de Historia Antigua en la Universidad de Liverpool. Su hijo WE Omerod conservó los documentos de Caton para la posteridad; estos se pueden ver en los archivos y colecciones especiales de la Universidad de Liverpool.
Caton vivió en varios domicilios, como Livingstone Drive Sefton Park, Balmoral Road Fairfield, Lea Hall Gateacre y Sunnyside Princes Park. Para su consulta disponía de consultorios en 36 y 78 Rodney Street, Liverpool. Al empeorar su salud, con un aumento de la ciática, se trasladó a Surrey en busca de climas más cálidos. Murió en Haslemere el 2 de enero de 1926. Fue enterrado en la iglesia de Todos los Santos, Childwall, Liverpool, el 6 de enero de 1926. Su lápida lo recuerda a él y a su esposa.